# Phil Davis (cầu thủ bóng đá, sinh 1944)
Phil Davis là một hậu vệ người Anh đã giải nghệ, trải qua 6 mùa giải tại North American Soccer League và ít nhất 1 mùa tại American Soccer League. Ông có ba người con, Todd Davis, Keith Davis và Meredith Davis Gorman.
Ông mất ngày 25 tháng 12 năm 1997.